# 감곡역
 감곡역(Gamgok station, 甘谷驛)은 전북특별자치도 정읍시 감곡면 유정리에 위치한 호남선의 철도역이다.

## 역명 유래
1914년 역 근처 지역을 통·폐합하면서 감산면의 '감'과 사곡면의 '곡'을 합쳐 감곡이라고 부른 데서 유래하였다.

## 연혁
- 1953년 11월 15일 : 무배치간이역으로 영업 개시.[1]
- 1960년 1월 20일 : 배치간이역으로 승격.[2]
- 1973년 1월 1일 : 무배치간이역으로 격하.[3]
- 1973년 11월 10일 : 보통역으로 승격.[4]
- 1976년 7월 10일 : 화물 취급 중지.[5]
- 1985년 11월 16일 : 운전간이역으로 격하.[6][7]
- 1990년 1월 1일 : 수소화물취급 중지.[8]
- 1993년 11월 15일 : 무배치간이역으로 격하.[9]
- 2008년 1월 1일 : 여객취급 중지.